# Nikon FM
Le Nikon FM est un appareil photo reflex 24 × 36 fabriqué entre 1977 et 1982 par la société Nikon. Il est le successeur du Nikkormat FT3 et utilise le nouveau système de couplage du posemètre AI (Aperture Index) développé par Nikon. Il est le premier d'une lignée d'appareils compacts (FM, FE, FM2, FE2, FA et FM3A) qui perdurera jusqu'en 2006.

## Caractéristiques

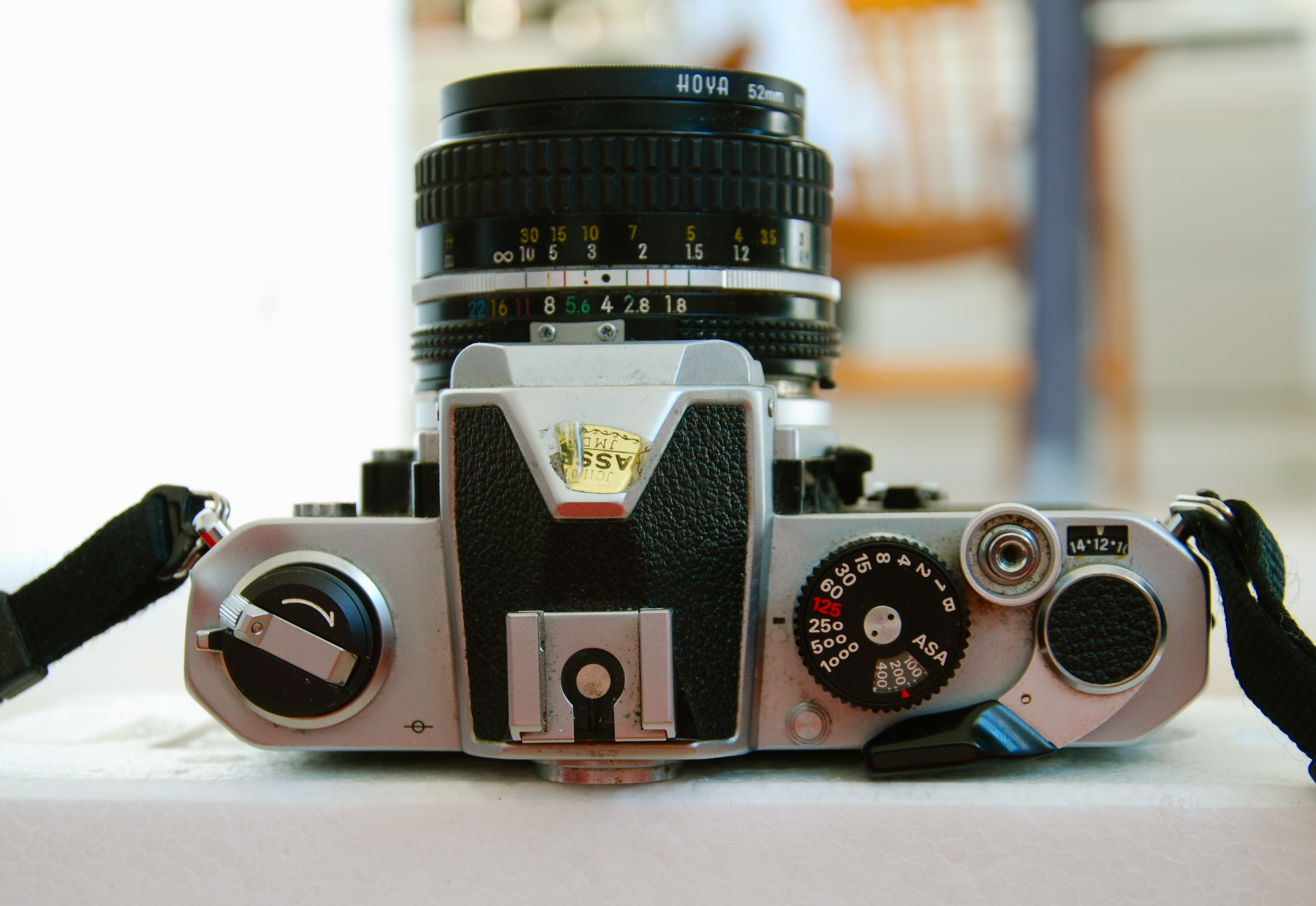
Vue de dessus du Nikon FM montrant les principales commandes.

Le Nikon FM se distingue du très proche et contemporain Nikon FE principalement par son obturateur mécanique, utilisable sans piles à toutes les vitesses, et par l'absence du mode d'exposition automatique à priorité ouverture. Le temps d'exposition peut être réglé entre 1 s et 1/1 000 s par valeurs entières, ainsi qu'en pose B. C.f. le barillet des vitesses visible sur la vue de dessus.
La mesure de la lumière, de type pondérée centrale, se fait à travers l'objectif (mesure TTL). Le réglage de l'exposition se fait à l'aide de trois LEDs (sur-exposition, exposition correcte et sous-exposition) qui sont visibles sur le bord droit du viseur. Sur le bord gauche est affiché le temps d'exposition sélectionné. En haut du viseur, la fenêtre ADR (pour « Aperture Direct Readout ») permet de lire l'ouverture de diaphragme sélectionnée directement depuis la bague de l'objectif, si celui-ci est pourvu d'une échelle adaptée (chiffres en petit sur les objectifs AI, AI-S et AF).
L'appareil dispose aussi des équipements suivants, visibles de gauche à
droite sur la vue de dessus :
- prise synchro flash de type PC (sur la face avant gauche) ;
- levier de surimpression (petit disque métallique derrière le barillet des vitesses) permettant d'armer l'obturateur sans avancer le film ;
- testeur de profondeur de champ (à droite de la monture de l'objectif, actionné vers l'arrière) ;
- retardateur (sur la face avant, à droite du testeur de profondeur de champ, actionné vers la droite) ;
- bouton de déclenchement avec filetage pour déclencheur souple.

### Objectifs et accessoires
Le Nikon FM est compatible avec tous les objectifs Nikon en monture F,
avec les exceptions et limitations suivantes :
- Les objectifs IX (pour reflex APS) ainsi que de rares anciens fisheye ne peuvent pas être montés car ils pénètrent trop profondément dans le boîtier et interfèrent avec le miroir.
- Les objectifs pre-AI (d'avant 1977) non convertis en AI peuvent se monter à condition de relever préalablement l'ergot de couplage AI du boîtier. Ces objectifs ne se couplant pas au posemètre, la mesure de la lumière doit se faire à ouverture réelle, à l'aide du testeur de profondeur de champ.
- Les autres objectifs, AI, AI-S, Série E, AF, AF-I et AF-S, sont pleinement utilisables s'ils n'entrent pas dans l'une des catégories ci-dessous :
- Les objectifs G étant dépourvus de bague de diaphragme, ils ne sont utilisables qu'à leur plus petite ouverture, ce qui est en général trop contraignant.
- Les objectifs DX (pour réflex numériques à petit capteur) ont un cercle image insuffisant pour couvrir le format 24 × 36, et ils sont souvent aussi de type G.

Le Nikon FM accepte plusieurs accessoires, notamment :
- des verres de visée interchangeables (avec ou sans stigmomètre et microprismes, quadrillé) ; (le Nikon FM à un verre de visée fixe et non interchangeable)
- le dos dateur MF-12, qui doit être relié à la prise PC pour fonctionner ;
- les moteurs MD-11 et MD-12, pour une motorisation en vue par vue ou en rafale à 3,5 im/s.